# 카이리 (킹덤 하츠)

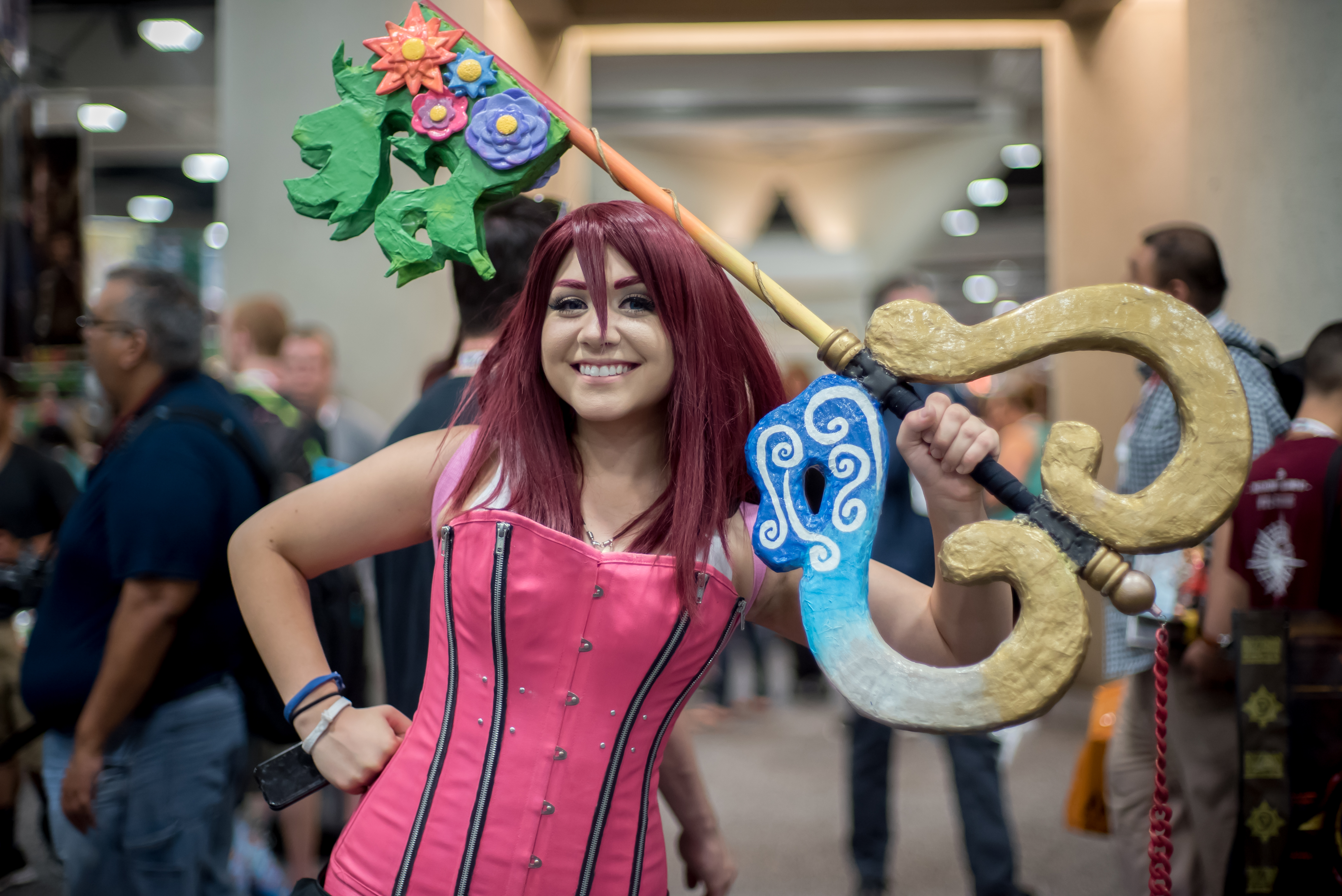
코스프레 모습

카이리(영어: Kairi, 일본어: カイリ)는 비디오 게임 "킹덤 하츠 시리즈"에 등장하는 캐릭터로 '킹덤 하츠'의 주인공 중 한 명으로하여 킹덤 하츠의 가장 대표적인 등장 캐릭터이다.